# 760

## Догађаји
- Википедија:Непознат датум — Владавина династије Абасида у Багдаду.

- Франачки краљ Пипин III започиње своју експедицију на Септиманију и Аквитанију. Осваја градове Каркасон, Тулуз, Родез и Алби. Војвода Вајфер од Аквитаније конфискује црквене земље и пљачка Бургундију. Пипин напада Бери и Оверњ, које су држали Аквитанци, заузимајући тврђаве Бурбон и Клермон. Вајферове баскијске трупе су поражене од стране Франака и депортоване у северну Француску са својом децом и женама.
- Битка код Херефорда: Велшка краљевства Брихениог, Гвент и Повис побеђују Мерсијанце под краљем Офом код Херефорда. Ослобађају се утицаја Англосаксонаца.
- Бивши цар Сјуанзонг је стављен у кућни притвор од стране евнуха Ли Фугуа, уз подршку Сјуанзонговог сина, Сузонга. Ли Фугуо је именован за команданта Царске гарде, поседујући готово апсолутну власт током Сузонгове владавине.
- Краљевство Нанџао (Нанчао) у данашњој јужној Кини шири се на регион реке Иравади, прво у Бурму, а затим у северни Лаос и Тајланд.
- Мајански град Дос Пилас (данашња Гватемала) је напуштен, након што су се центри Тамариндито и Петекбатун побунили против свог господара Дос Пиласа.
- Цркву Свете Софије основао је ломбардски војвода Арехис II у Беневенту.
- Храм Каиласа је изграђен по наређењу краља Кришне I из династије Раштракута (данашња Индија) .

## Смрти
- Свети Козма Мајумски